# ファウストノベルズ
ファウストノベルズ（파우스트 노벨즈、Faust Novels）は、韓国の鶴山文化社が出版するライトノベルレーベルの1つである。鶴山文化社が日本の講談社から正式に輸入・販売しているイラストーリー小説ムック『ファウスト（韓国版）』に小説を寄せている日本の作家たちの小説を主に刊行する。文庫判（A6判）で本を出す他のレーベルと異なり、四六判変型ハードカバーを採用して単行本を発行している。
日本の文芸雑誌『ファウスト』に関わっている佐藤友哉、西尾維新、舞城王太郎、滝本竜彦、上遠野浩平の作品を刊行する。多くは講談社ノベルスからの翻訳だが、滝本竜彦作品は角川書店刊行のものである。また、『ファウスト』とは関わりのない橋本紡（出版はメディアワークス）の作品もこのレーベルから1点出版されている。
韓国版ファウストに連載後に単行本になったハン・ドンジン『京城探偵録』は、ファウストノベルズからではなく普通のソフトカバーで刊行されている。

## 作品リスト
著者名五十音順
上遠野浩平
- 『殺竜事件-a case of dragonslayer』、《살룡사건 a case of dragonslayer》

2009年9月、翻訳:문정훈、ISBN 9788925811406
- 『紫骸城事件-inside the apocalypse castle』、《자해성 사건 inside the apocalypse castle》

2009年11月、翻訳:문정훈、ISBN 9788925811420、374ページ
- 『海賊島事件-the man in pirate’s island』、《해적섬 사건 the man in pirate’s island》

2010年6月、翻訳:문정훈、ISBN 9788925811444、412ページ
佐藤友哉
鏡家サーガと、関連する作品が翻訳されている。表紙イラストは笹井一個で、日本のノベルス版と同じもの。
- 『フリッカー式 鏡公彦にうってつけの殺人』、《플리커 스타일 - 카가미 키미히코에게 어울리는 살인》

2006年8月、翻訳:チュ・ジノン、ISBN 8952982401、405ページ
- 『エナメルを塗った魂の比重 鏡稜子ときせかえ密室』、《에나멜을 바른 혼의 비중 - 카가미 료코와 변화하는 밀실》

2007年7月、翻訳:チュ・ジノン、ISBN 9788952991973、558ページ、2007年11月以降19歳未満購入禁止
- 『水没ピアノ 鏡創士がひきもどす犯罪』、《수몰 피아노 - 카가미 소지가 되돌리는 범죄》

2008年1月、翻訳:パク・ソヨン、ISBN 9788952991980、524ページ
- 『クリスマス・テロル invisible × inventor』、《크리스마스 테롤  invisible × inventor》

2008年11月、翻訳:パク・ソヨン、ISBN 9788925800295、256ページ
滝本竜彦
- 『NHKにようこそ!』、《NHK에 어서 오세요》

2006年5月、イラスト:安部吉俊、翻訳:현정수、ISBN 8952984889、323ページ
- 『ネガティブハッピー・チェーンソーエッヂ』、《네거티브 해피 체인 소 에지》

2006年12月、イラスト:安部吉俊、翻訳:현정수、ISBN 8952988507、322ページ
西尾維新
戯言シリーズと新本格魔法少女りすか、化物語シリーズが翻訳されている。表紙イラストは日本のノベルス版と同じもの。
- 『クビキリサイクル 青色サヴァンと戯言遣い』、《잘린머리 사이클 - 청색 서번트와 헛소리꾼》

2006年10月、翻訳:현정수、ISBN 895298238X、489ページ
- 『クビシメロマンチスト 人間失格・零崎人識』、《목조르는 로맨티스트 - 인간실격.제로자키 히토시키》

2007年2月、翻訳:현정수、ISBN 9788952991997、481ページ
- 『クビツリハイスクール 戯言遣いの弟子』、《목매다는 하이스쿨 - 헛소리꾼의 제자》

2007年9月、翻訳:현정수、ISBN 9788952997302、256ページ
- 『サイコロジカル（上） 兎吊木垓輔の戯言殺し』、《사이코로지컬 상  우츠리기 가이스케의 헛소리 부수기》

2008年4月、翻訳:현정수、ISBN 9788925800417、308ページ
- 『サイコロジカル（下） 曳かれ者の小唄』、《사이코로지컬 하  매력적인 허풍쟁이 코우타》

2008年4月、翻訳:현정수、ISBN 9788925800431、368ページ
- 『ヒトクイマジカル 殺戮奇術の匂宮兄妹』、《카니발 매지컬  살육기술의 니오우노미야 남매》

2008年10月、翻訳:현정수、ISBN 9788925811345、636ページ
- 『ネコソギラジカル（上） 十三階段』、《모든 것의 래디컬 상  13 계단》

2009年4月、翻訳:현정수、ISBN 9788925811369、476ページ
- 『ネコソギラジカル（中） 赤き征裁 vs. 橙なる種』、《모든 것의 래디컬 중  붉은 정복 VS 주황색 씨앗》

2009年4月、翻訳:현정수、ISBN 9788925811383、476ページ
- 『ネコソギラジカル（下） 青色サヴァンと戯言遣い』、《모든 것의 래디컬 하  청색 서번트와 헛소리꾼》

2009年6月、翻訳:현정수、ISBN 9788925811390、484ページ
- 『新本格魔法少女りすか』、《신본격 마법소녀 리스카 1》

2009年9月、翻訳:현정수、ISBN 9788925800448、321ページ
- 『新本格魔法少女りすか2』、《신본격 마법소녀 리스카 2》

2010年6月、翻訳:현정수、ISBN 9788925800462、328ページ
- 『化物語（上）』、《괴물 이야기 (상)》

2010年7月、翻訳:현정수、ISBN 9788925849157、588ページ
- 『化物語（下）』、《괴물 이야기 (하)》

2010年9月、翻訳:현정수、ISBN 9788925849171、534ページ
- 『傷物語』、《상처 이야기》

2011年1月、翻訳:현정수、ISBN 9788925861111、486ページ
橋本紡
- 『猫泥棒と木曜日のキッチン』、《고양이 도둑과 목요일의 키친》

2007年4月、翻訳:チュ・ジノン、ISBN 9788952991966、253ページ
舞城王太郎
- 『煙か土か食い物 Smoke, Soil or Sacrifices』、《연기, 흙 혹은 먹이》

2006年12月、イラスト:舞城王太郎、翻訳:조은경、ISBN 8952982398、396ページ